# Solarenergie in China

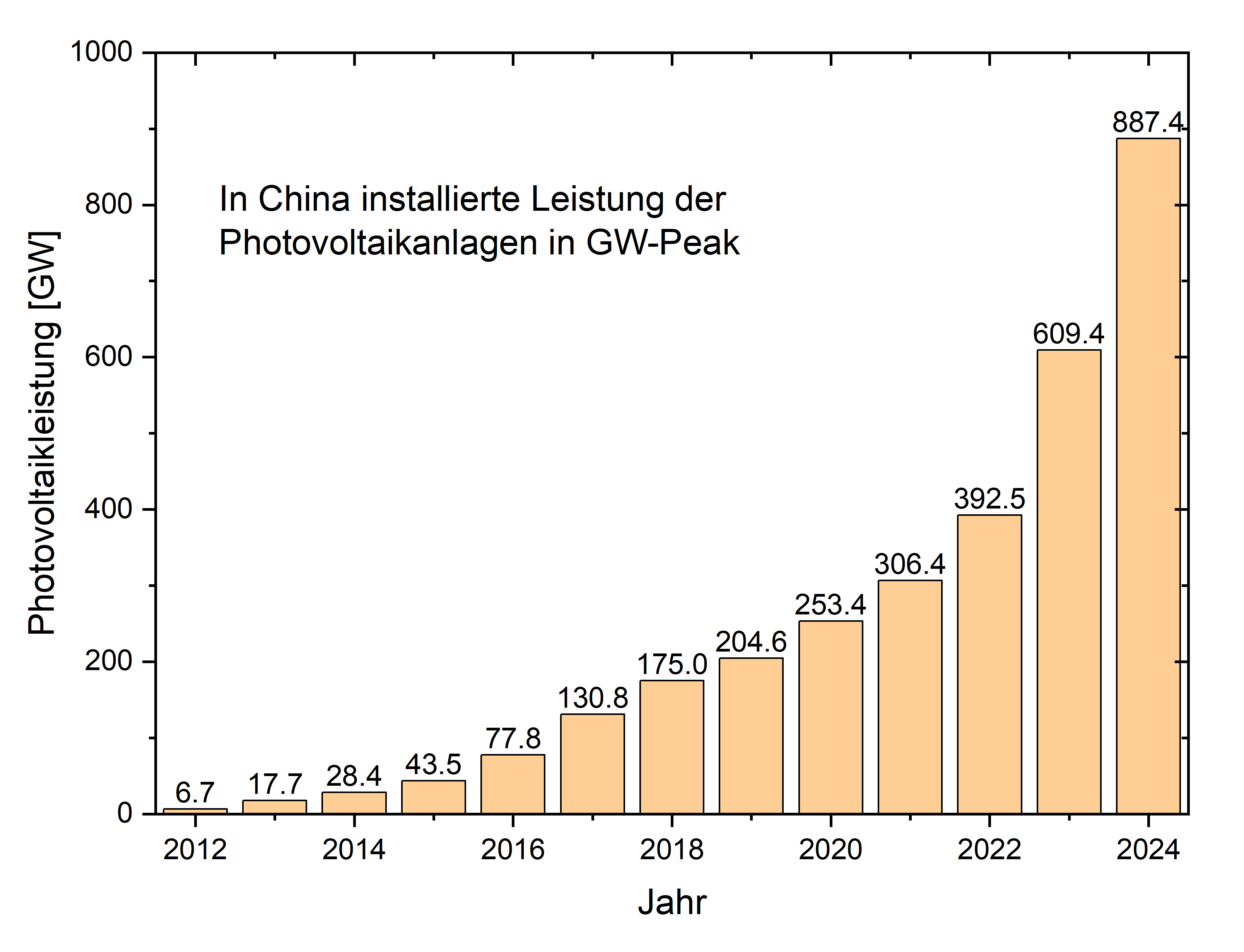
In China installierte Gesamtleistung der Photovoltaikanlagen von 2012 bis 2024

Ein Vergleich der größten Photovoltaik-Produzenten zeigt, dass China innerhalb weniger Jahre zu einer weltmarktbeherrschenden Position aufgestiegen ist.

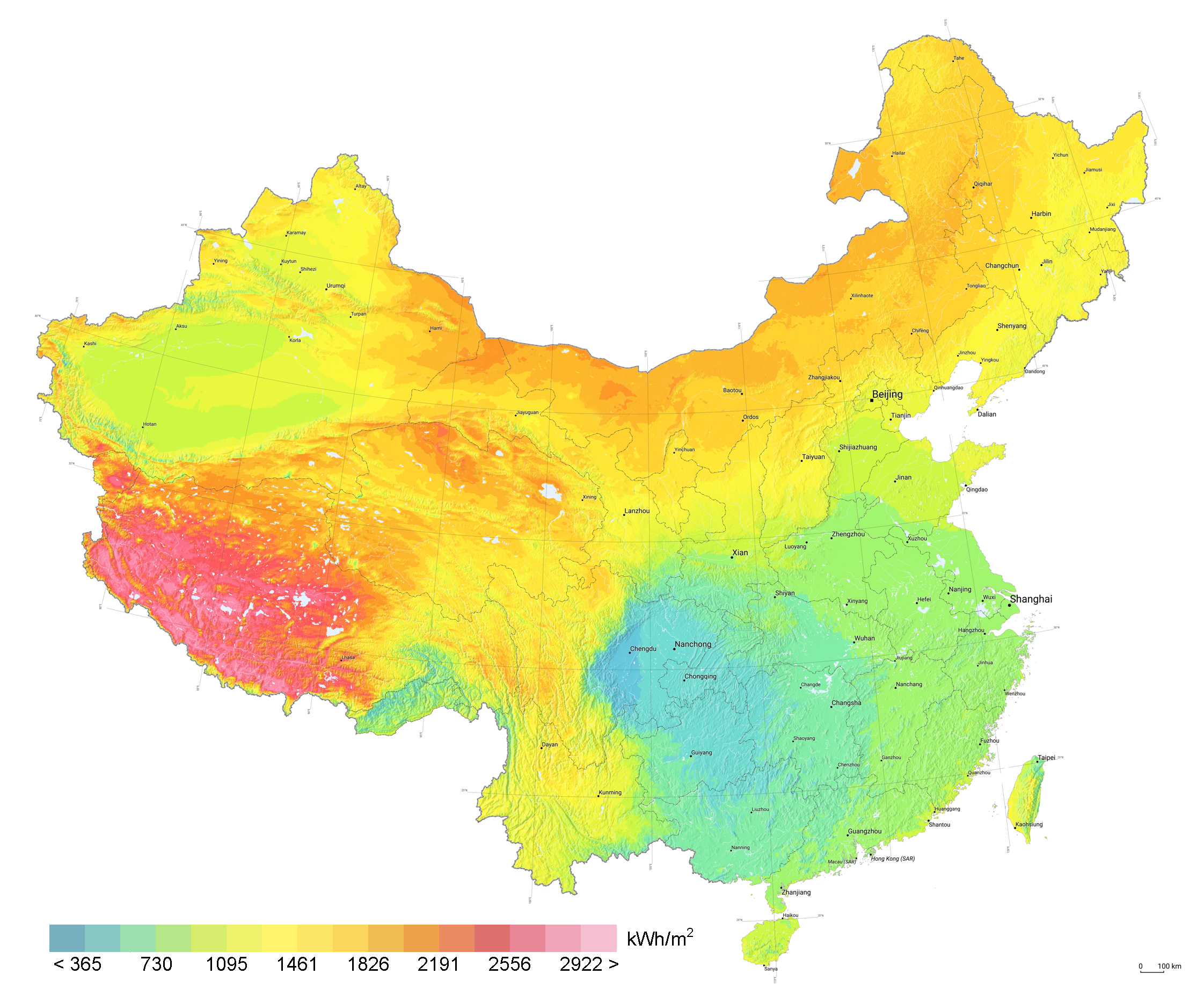
Jährliche Sonneneinstrahlung in China

Die Solarenergie in China hat seit 2011 einen enormen Aufschwung erlebt, sowohl in Bezug auf die Produktion von Solaranlagen, als auch in Bezug auf deren Installation.
China ist der größte Produzent von Solartechnologie und seit dem Jahr 2013 auch das Land, in dem am meisten Solaranlagen installiert werden (Stand 2016). Das Land besaß 2018 ein Viertel der weltweiten Solarkapazitäten und sechs der zehn größten Hersteller von Solarmodulen stammten aus China. Im März 2020 hatten Chinas Solaranlagen eine Gesamtleistung von 204 Gigawatt; im Oktober 2023 waren es mit 536 GW mehr als doppelt so viel und im Mai 2025 lag die installierte Photovoltaikleistung bei 1080 Gigawatt.
2017 lieferte die Solarenergie etwa 1 % des chinesischen Primärenergieverbrauchs, im Jahr 2021 waren es 1,6 %. Photovoltaikanlagen lieferten 2024 eine Energie von 839 TWh, das waren 8,32 % der elektrischen Gesamtproduktion von über 10.000 TWh (2021: 327,0 TWh und damit etwa 3,9 % von 8377 TWh; 2019: 223,8 TWh, d. h. ca. 3 % von 7325 TWh).

## Geschichte
Chinas Solarindustrie hat im Rahmen ihrer Entwicklung drei verschiedene Phasen durchlaufen. In der Anfangsphase hat sich China auf die großangelegte Produktion von Solartechnologie konzentriert. Anschließend hat China damit begonnen, diese Solartechnologie in China selbst zu installieren. Mittlerweile weitet China seine Forschung bezüglich Weiterentwicklung und Installation aus, um die Kosten zu senken.
Die Entwicklung der Photovoltaik-Technologie in China begann bereits im Jahr 1958, wurde aber erst in den 1980er Jahren industrialisiert. Als China in den 2000er Jahren in den Solarmarkt eingetreten ist, produzierte es zunächst fast ausschließlich Solarmodule für den Export. Durch die stark ansteigende Nachfrage nach Photovoltaikanlagen in den europäischen Ländern seit dem Jahr 2004 erlebte die Photovoltaik-Produktion in China ein sehr starkes Wachstum. Die Massenproduktion in China und der darauf folgende Preisverfall im Photovoltaik-Markt führten zu zahlreichen Insolvenzfällen bei westlichen Herstellern, die dem Preiswettbewerb nicht standhalten konnten. Auch in Deutschland mussten viele Hersteller Insolvenz anmelden, darunter Solar Millennium, Solarhybrid und Q-Cells. Siemens löste seine Sparten Solarthermie und Photovoltaik im Jahr 2012 auf, kurz danach zog sich Bosch mit Verlusten von insgesamt 2,4 Milliarden Euro aus dem Photovoltaik-Markt zurück.
Ursprünglich haben die hohen Kosten von Photovoltaikanlagen das Wachstum des chinesischen Binnenmarktes verhindert. Der Binnenmarkt für Photovoltaikanlagen konzentrierte sich meist auf die Elektrifizierung abgelegener ländlicher Regionen und war auf eine kleine Anzahl an Solaranlagen begrenzt. Der erste chinesische Solarpark mit Anschluss zum Stromnetz wurde im Jahr 2008 in der Wüstenregion der nordwestlichen Provinz Gansu in Betrieb genommen.
| Jahr | Inst. Leist- ung (GW) | Erzeugung (TWh) |
| ---- | --------------------- | --------------- |
| 2010 | 1,02                  |                 |
| 2011 | 3,11                  |                 |
| 2012 | 6,72                  |                 |
| 2013 | 17,75                 |                 |
| 2014 | 28,39                 |                 |
| 2015 | 43,54                 |                 |
| 2016 | 77,79                 | 64,53           |
| 2017 | 130,80                | 114,3           |
| 2018 | 175,02                | 175,3           |
| 2019 | 204,58                | 222,8           |
| 2020 | 253,41                | 268,3           |
| 2021 | 306,40                | 326,4           |
| 2022 | 392,46                | 427,27          |
| 2023 | 609,35                | 584,15          |
| 2024 | 887,36                | 853             |

Nach der globalen Finanzkrise wurden von vielen Regierungen die Subventionen für Solarenergie gekürzt, und Chinas Solarindustrie stand vor dem Problem massiver Überkapazitäten. Aus diesem Grund begann die Regierung, durch staatliche Anreize die Entwicklung des Binnenmarktes zu stärken, um eine Krise der chinesischen Solarindustrie zu verhindern. Zudem wurde das Geschäft der chinesischen Produzenten seit 2011 zusätzlich von Anti-Dumping-Maßnahmen der Vereinigten Staaten sowie der EU abgeschwächt. Aufgrund dieser Entwicklungen wurden staatliche Subventionen weiter verstärkt, um die Abhängigkeit von ausländischen Märkten zu verringern. Insbesondere in den Jahren 2011 und 2012 wurde von der Regierung eine Reihe von Subventionen für die Installation von Photovoltaikanlagen umgesetzt, die in den folgenden Jahren zu einem stetigen Wachstum des Binnenmarktes führten. Am Ende des Jahres 2010 hatte China lediglich Anlagen mit einer Gesamtkapazität von 800 Megawatt-peak installiert, während am Ende des Jahres 2016 offiziellen Schätzungen zufolge bereits eine Gesamtkapazität von 76,5 Gigawatt-peak erreicht wurde. China hat somit innerhalb von 5 Jahren mehr Solarkapazität aufgebaut als Deutschland in 20 Jahren.

## Situation der chinesischen Solarindustrie
Im Jahr 2017 wurden im chinesischen Energiesektor Investitionen in Höhe von 86,5 Milliarden US-Dollar allein im Bereich der Solarenergie durchgeführt. Dies entspricht einem Zuwachs von 58 % Prozent im Vergleich zum Vorjahr und liegt weit über den Investitionsvolumen der restlichen Arten von erneuerbaren Energien. Insgesamt wurden in China im Jahr 2017 Solaranlagen mit einer Gesamtkapazität von 53 Gigawatt installiert. Die im Jahr 2017 in China installierte Solarenergie-Kapazität macht somit über die Hälfte der weltweit installierten Kapazitäten aus. China liegt bei der Installation von Solarleistung damit weit vor allen anderen Ländern. Das größte im Jahr 2017 finanzierte Solarprojekt in China ist das sogenannte Jiangxi Municipal Poverty Allevation Plant mit einer geplanten Leistung von 540 Megawatt und einem Investitionsvolumen von rund 653 Millionen US-Dollar.
Aufgrund der Kürzung von Subventionen und Installationsquoten der chinesischen Regierung sowie höherer Importzölle für Solarprodukte in den USA wird generell mit einer sinkenden Nachfrage für Solaranlagen gerechnet. Diese sinkende Nachfrage wird voraussichtlich die Margen der chinesischen Hersteller verkleinern und die Preise für Solarmodule senken. Es wird erwartet, dass die Preise für Solarmodule allein im Jahr 2018 um rund 35 % fallen werden. Allerdings wird auch erwartet, dass diese niedrigeren Preise insbesondere in Asien zu einer größeren Verbreitung von Photovoltaikanlagen und möglicherweise zu einer Stimulierung des Marktes in den Jahren 2019 und 2020 führen wird. Bereits zum jetzigen Zeitpunkt ermöglichen die niedrigeren Preise in China eine zunehmende Installation von Photovoltaikanlagen in unterschiedlichen Orten wie beispielsweise Hausdächern oder Industrieparks. Solch kleinere Anlagen sind nicht von den Quoten der chinesischen Regierung für große Solarprojekte betroffen. Somit beginnen immer mehr Energiekonsumenten ohne staatliche Subventionen ihren Energiebedarf mit Hilfe von Solarstrom zu decken. Bereits im Jahr 2017 trugen kleine Photovoltaikanlagen mit rund einem Drittel zu der neu installierten Solarkapazität bei.
Ein zunehmendes Problem von Solarkraftwerken in China ist die mangelnde Abnahme der produzierten Energie. In manchen Fällen müssen die Betreiber der Solarkraftwerke über 30 % der möglichen Energieproduktion abregeln. Dieses Problem wird auch durch die geografische Konzentration der Solaranlagen auf bestimmte Provinzen verursacht, in denen das Stromnetz veraltet ist und es an Speichermöglichkeiten für Stromüberschüsse mangelt.
Insgesamt wird jedoch erwartet, dass China in den kommenden Jahren der größte Produzent sowie der größte Markt für Solarprodukte bleibt und die globale Solarindustrie weiterhin maßgeblich beeinflussen wird.

## Photovoltaik
China ist das globale Zentrum für die Produktion von Photovoltaik-Produkten. Chinesische Firmen dominieren hierbei alle Bereiche der Wertschöpfungskette von der Produktion von Solarsilicium bis hin zu den Photovoltaik-Modulen. Mittlerweile werden sieben von zehn weltweit installierten Photovoltaik-Modulen von chinesischen Herstellern produziert.
Seit dem Jahr 2013 ist China zudem der weltweit größte Markt für Photovoltaik-Technologie, seit dem Jahr 2012 haben sich die Photovoltaik-Kapazitäten in China um den Faktor 11 vervielfacht. Die größten Märkte für Photovoltaik-Technologie innerhalb Chinas waren im Jahr 2016 die Provinzen Xinjiang, Shandong und Henan. Die Photovoltaik-Technologie wird in China in den folgenden fünf Bereichen eingesetzt: netzunabhängige Photovoltaikanlagen in ländlichen Gebieten, netzunabhängige Photovoltaikanlagen für bestimmte Industrien wie beispielsweise Telekommunikation oder Meteorologie, Photovoltaikanlagen für kommerzielle Produkte wie beispielsweise Taschenlampen oder Ladegeräte sowie an das Stromnetz angeschlossene Photovoltaik-Kraftwerke. Es wird geschätzt, dass China zwischen 2017 und 2022 seine Photovoltaik-Kapazitäten um über 130 Gigawatt erhöht, wobei diese Schwelle angesichts des schnellen Wachstums möglicherweise deutlich früher erreicht wird.

## Sonnenwärmekraftwerke
China möchte den Aufbau von Sonnenwärmekraftwerken vorantreiben und hat im 13. Fünfjahresplan festgelegt, dass bis zum Jahr 2020 Sonnenwärmekraftwerke mit einer Leistung von rund 10 Gigawatt installiert werden sollen. Die Technologie für Sonnenwärmekraftwerke wird vom Ministerium für Wissenschaft und Technik im Dokument Summary of the national mid & long-term science and technology development plan (2006–2020) als wichtiges Forschungsfeld genannt. China hat im Jahr 2016 die ersten 10 Megawatt an Solarkapazität im Bereich der Sonnenwärmekraftwerke erreicht. Mittlerweile werden in China große Solarprojekte im Bereich der Sonnenwärmekraftwerke umgesetzt, beispielsweise wurde im Jahr 2017 der Aufbau eines Sonnenwärmekraftwerkes mit einer Leistung von 200 Megawatt und einem Investitionsvolumen von rund 575 Millionen US-Dollar angekündigt. Im Gegensatz zur Photovoltaik-Industrie hat China im Bereich der Sonnenwärmekraftwerke keine führende Rolle übernommen, die meisten Entwicklungen im Bereich der Sonnenwärmekraftwerke haben in den USA, Spanien und Nordafrika stattgefunden.

## Solare Wassererwärmungs- und Heizanlagen

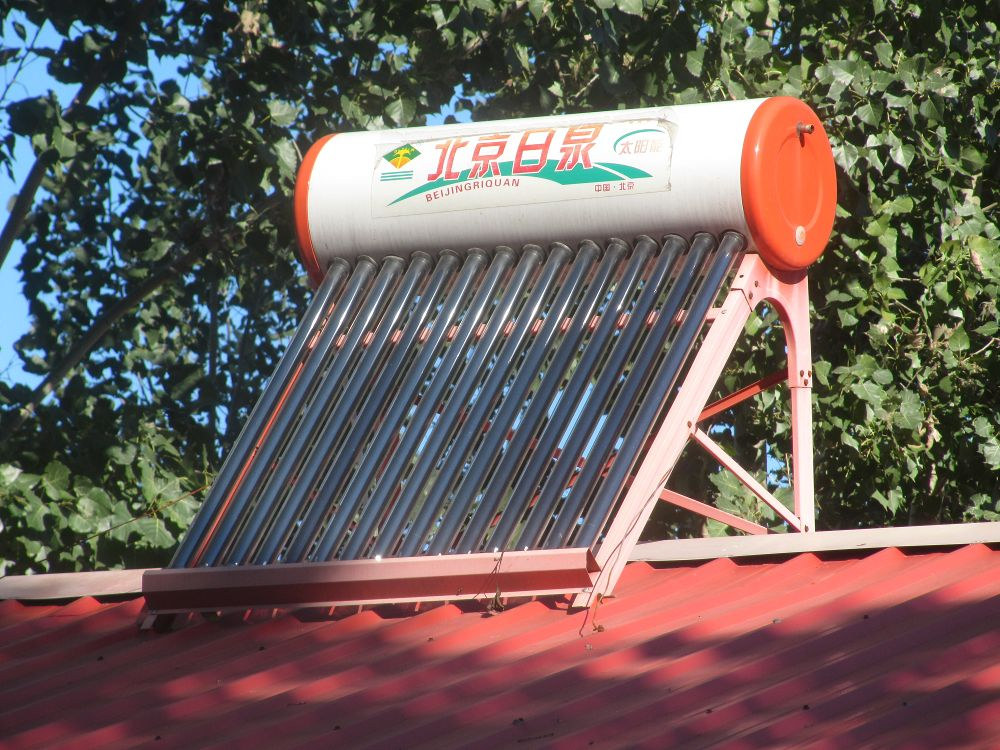
Solare Wassererwärmungsanlage in Peking

China ist der weltweite größte Markt für solare Wassererwärmungs- und Heizanlagen. Trotz einer abnehmenden Nachfrage übertraf der chinesische Markt mit installierten Kapazitäten von rund 27,7 Gigawatt im Jahr 2016 den weltweiten zweitgrößten Markt Türkei um einen Faktor von 19. Chinesische Hersteller versuchen zunehmend, die abnehmende Nachfrage durch die Entwicklung neuer Anwendungsgebiete, wie beispielsweise der Trocknung von Agrarprodukten mit Hilfe von Solartechnik, abzufangen. Insgesamt entwickelt sich der chinesische Markt von kleinen Privatanlagen hin zu größeren, zentralisierten Anlagen für Mehrfamilienhäuser oder ganze Wohnkomplexe. In der Provinz Shandong wurden im Jahr 2016 Subventionen für zentralisierte solare Heizsysteme für öffentliche Gebäude wie beispielsweise Schulen und Krankenhäuser angekündigt.

## Staatliche Lenkung
Die Entwicklung der Solarindustrie in China und insbesondere die Entwicklung des Photovoltaik-Sektors ist eng mit den Anreiz schaffenden Programmen der chinesischen Regierung verbunden.
Zu den ersten Programmen der Regierung zählten die sogenannten Brightness and Township Electrification Programs, die Ende der 1990er Jahre bis Anfang der 2000er erheblich zur Entwicklung der Photovoltaik-Industrie beitrugen. Das Ziel dieser Programme war die Installation von Photovoltaik- und Windkraft-Anlagen, um rund 23 Millionen Chinesen ohne Stromzugang mit Elektrizität zu versorgen. Im Jahr 2009 setzte die chinesische Regierung mit dem Rooftop Subsidy Program sowie dem Golden Sun Demonstration Program die gezielte Stärkung des chinesischen Binnenmarktes für Photovoltaik-Technologie um. Mit Hilfe dieser Programme sollten die Abhängigkeiten chinesischer Produzenten von ausländischen Märkten verringert werden, da es in diesem Zeitraum vermehrt zu handelspolitischen Spannungen mit der EU und den USA kam.
Ursprünglich waren die Subventionen für den Bau von Solaranlagen unabhängig von der eigentlichen Energieproduktion. Auch im Rahmen des Golden Sun Demonstration Program wurde die Höhe der Subventionen lediglich an der Höhe des investierten Kapitals bemessen. Die chinesische Regierung änderte diese Vorgehensweise jedoch schnell, da die Bindung an Investitionshöhen den Missbrauch von Subventionen erleichterte.
Im Jahr 2011 wurden von der Staatlichen Kommission für Entwicklung und Reform (NDRC) erstmals landesweite Strompreis-Subventionen für die Entwicklung von Photovoltaikanlagen eingeführt. Ziel war es, die Entwicklung der Solarindustrie weiter voranzutreiben und den Anteil der Solarenergie an der Stromerzeugung in China zu erhöhen. Hierzu wurden bestimmte Beträge pro Kilowattstunde festgelegt, mit denen Betreiber von Photovoltaikanlagen mit Anschluss zum Stromnetz gefördert werden. Aufgrund der Strompreis-Subventionen hat der Aufbau von Solarkapazitäten ein enormes Wachstum erlebt. Bereits im Jahr 2015 konnte somit die Solarkapazität von Deutschland übertroffen werden.
Im 13. Fünfjahresplan (2016–2020) der Volksrepublik China wurde festgelegt, dass China bis zum Jahr 2020 rund 15 % seines Energiebedarfs über nicht-fossile Energiequellen decken soll. Insgesamt soll die Kapazität der erneuerbaren Energiequellen auf rund 680 Gigawatt erhöht werden. Außerdem soll explizit das Problem der unzureichenden Abnahme des aus erneuerbaren Quellen erzeugten Stroms behoben werden. Allerdings wurden die Kapazitätsziele für Photovoltaikanlagen von 150 Gigawatt in einem ersten Entwurf des Plans auf 110 Gigawatt gesenkt. Zudem konzentriert sich der aktuelle Fünfjahresplan im Gegensatz zum 12. Fünfjahresplan weniger auf den Aufbau großer Solarkraftwerke, sondern vielmehr auf die Verbreitung kleiner und privater Solaranlagen. Außerdem enthält der 13. Fünfjahresplan Maßnahmen zur Restrukturierung der Forschung & Entwicklung im Bereich Solartechnik. Diese Maßnahmen soll China eine Führung hinsichtlich großer technischer Fortschritte sichern, die trotz der Anstrengungen im Bereich der Solartechnik in den vergangenen 15 Jahren bisher noch nicht erreicht wurde.
Zusätzlich zum übergreifenden 13. Fünfjahresplan wurde zusätzlich eine Vielzahl detaillierterer Fünfjahrespläne für bestimmte Industrien und Sektoren veröffentlicht. Im Dezember 2016 wurde ein solcher Plan für die Entwicklung der Solarenergie in China veröffentlicht. In diesem Detailplan wurde unter anderem festgelegt, dass China bis 2020 Solarzellen im Bereich der kristallinen Siliziumtechnologie mit einem Wirkungsgrad von 23 % herstellen soll.
Um den Aufbau von Solarkapazitäten weiterhin aufrechterhalten zu können, will die Regierung zukünftig die Effizienz des für die Subventionen eingesetzten Kapitals erhöhen. Hierzu sollen beispielsweise die Strompreis-Subventionen und der Genehmigungsprozess für Solarprojekte weiterentwickelt werden. Außerdem sollen neue staatliche und private Finanzierungsmöglichkeiten für Solarprojekte geschaffen werden.
Im Juni 2018 beschloss die chinesische Regierung, die Subventionen für Solarstrom sowie die Quoten für Solarprojekte zu senken. Diese Maßnahmen zielen auf eine Abschwächung des starken Wachstums der chinesischen Solarindustrie ab. Das Wachstum hatte zuvor zu einem Defizit von 15 Milliarden US-Dollar in den Mitteln für die Solarstrom-Subventionen geführt, außerdem waren die Quoten für Solarprojekte bereits in den ersten fünf Monaten des Jahres 2018 erreicht worden. Das Ziel der Regierung ist es deshalb, die Unterstützung des Aufbaus effizienter zu gestalten und die Geldressourcen somit mit einem größeren Wirkungsgrad zu verwenden. Trotz der wachsenden Subventionsausgaben haben die chinesischen Regulatoren aber bisher nur schwache Maßnahmen gegen den Bau von Solarkraftwerken außerhalb der staatlich verordneten Quoten umgesetzt. Dieses Vorgehen ist ein Zeichen für einen wachsenden Druck aus der Solarindustrie, die auf eine Fortführung der Subventionen in den kommenden Jahren spekuliert.
Im März 2018 wurde außerdem bekannt, dass die chinesische Regierung die Gründung eines neuen Energieministeriums plant. Dieses neue Ministerium soll die verschiedenen Regierungsbehörden im Bereich der Energieversorgung bündeln und somit die Regulierung des Energiesektors und die Umsetzung von Reformen vereinfachen. Das neue Ministerium würde somit die jetzige Regulierungsbehörde National Energy Administration (NEA) ersetzen, die von der National Development & Reform Commission (NDRC) gegründet wurde.

## Kommerzielles: Hersteller
Der weltweit führende Hersteller von Solarmodulen ist das chinesische Unternehmen JinkoSolar. 2018 besaß es einen Weltmarktanteil von rund 10 %, und auch 2023 war es weltweit der führende Modulhersteller.

## Photovoltaikkraftwerke
Das Solarkraftwerk Tengger Desert mit einer Gesamtleistung von etwa 1547 Megawatt befindet sich in China. Er war zeitweilig der größte Solarpark der Welt. Aktuell ist der größte Solarpark Chinas der Huanghe Hydropower Hainan Solar Park, mit einer Kapazität von 2,2 GW.

## Weiterführende Literatur
- J. Ball, D. Reicher, X. Sun, C. Pollock: The new solar system: China’s evolving solar industry and its implications for competitive solar power in the United States and the world. Stanford-Universität, Stanford 2017. (www-cdn.law.stanford.edu, abgerufen am 3. Juli 2018)

- S. Zhang, Y. He: Analysis on the development and policy of solar PV power in China. In: Renewable and Sustainable Energy Reviews. vol. 21, 2013, S. 393–401.

- L. T. Lam, L. Branstetter, I. L. Azevedo: A sunny future: expert elicitation of China’s solar photovoltaic technologies. In: Environmental Research Letters. vol. 13, nr. 3, 2018, S. 1–10. (iopscience.iop.org, abgerufen am 3. Juli 2018)

- J. Wang, S. Yang, C. Jiang, Y. M. Zhang, P. D. Lund: Status and future strategies for Concentrating Solar Power in China. In: Energy Science and Engineering. vol. 5, nr. 2, 2017, S. 100–109. (onlinelibrary.wiley.com, abgerufen am 3. Juli 2018)

- J. Gosens, T. Kaberger, Y. Wang: China’s next renewable energy revolution: goals and mechanisms in the 13th Five Year Plan for energy. In: Energy Science and Engineering. vol. 5, nr. 3, 2017, S. 141–155. (onlinelibrary.wiley.com, abgerufen am 3. Juli 2018)